# Chaoyang (Shantou)

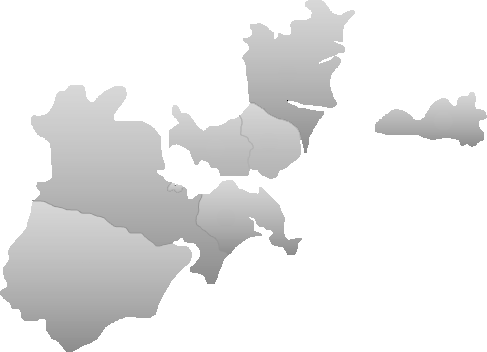
Lage des Stadtbezirks Chaoyang im Gebiet der bezirksfreien Stadt Shantou

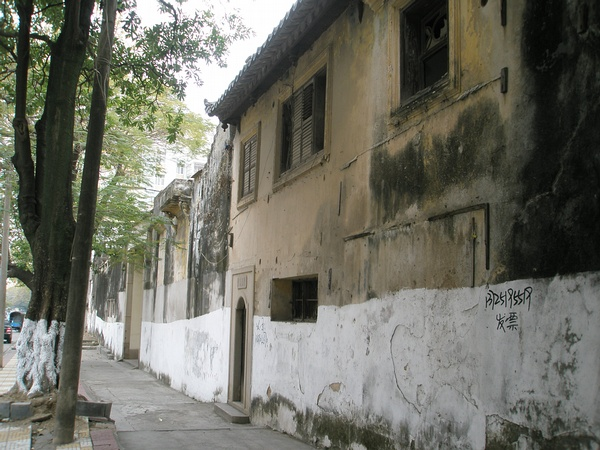
Chaoyang

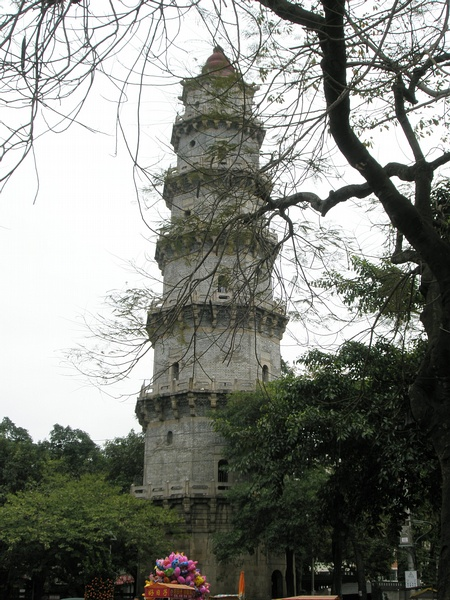
Wenguang-Pagode in Chaoyang

Chaoyang (chinesisch 潮陽區 / 潮阳区, Pinyin Cháoyáng Qū) ist ein chinesischer Stadtbezirk der bezirksfreien Stadt Shantou (Swatow) in der Provinz Guangdong. Der Stadtbezirk hat eine Fläche von 664,9 km² und zählt 1.654.276 Einwohner (Stand: Zensus 2020).

## Administrative Gliederung
Auf Gemeindeebene setzt sich der Stadtbezirk aus vier Straßenvierteln und neun Großgemeinden zusammen. 

## Verkehrsanbindung
- Shenzhen-Shantou-Schnellstraße G15
- Nationalstraße 324
- Provinzstraße 234